# Hannu Rajaniemi
Hannu Rajaniemi (Ylivieska, Finnország, 1978. március 9. –) finn író, aki a science fiction és a fantasy zsánerben szokott alkotni. Egyaránt ír angolul és finnül. Jelenleg Skóciában él, Edinburghben, és saját innovációs cégét, a ThinkTank Maths-et vezeti.
Nevet magának a Kvantumtolvaj című regényével szerzett, melyet jelöltek a Locus-díjra, és több más kitüntetésre is. A Kvantumtolvaj folytatása a Fraktálherceg és A kauzalitás angyala. A sorozat első része 2012-ben jelent meg magyarul, az Ad Astra gondozásában, akik a többi könyvet is megjelentették, mindet Juhász Viktor fordításában.

## Pályája
Hannu Rajaniemi Ylivieskában született, Finnországban. Az Oului Egyetemen szerzett diplomát matematikai fizikából, majd további tanulmányokat folytatott a Cambridge-i Egyetemen, és később Ph.D minősítést szerzett az Edinburgh-i Egyetemen húrelméletből. Egy ideig a finn haderőnél teljesített szolgálatot kutatóként.
Edinburgh-i tanulmányai alatt csatlakozott egy írókörhöz, Writers' Blochoz, ahonnét a híres sci-fi-szerző, Charles Stross is kikerült. Ekkor kezdett el angolul írni. Novellái több antológiában is felbukkantak 2003-óta. Deus Ex Homine című írására figyelt fel későbbi ügynöke, John Jarrold.
Rajaniemi 2008 októberében vonta magára a figyelmet, mikor ügynöke leszerződtette egy trilógiára regénye első huszonnégy oldalának elolvasása után. A trilógia első darabja, a Kvantumtolvaj 2010 szeptemberében jelent meg a Gollancznál Angliában, 2011 májusában pedig az USA-ban is kiadta a Tor Books. A kritikai siker sem maradt el, hisz 2011-ben jelölték a Locus-díjra „Legjobb debütáló regény” kategóriában. Folytatása, a Fraktálherceg 2012 szeptemberében látott napvilágot Angliában, Amerikában pedig 2012 októberében adták ki. A sorozat harmadik részét, A kauzalitás angyalát 2014-ben adták ki.

## Díjak és elismerések
- 2012 Tähtivaeltaja-díj, a legjobb finn sci-fi regényért. Ezt a díjat a Kvantumtolvajjal nyerte meg.[14]
- 2011 Science Fiction & Fantasy Translation-díj novella kategóriában, melyet a szerző angol nyelvre fordított Elegy for a Young Elk című története nyert meg.[15]
- 2011 Locus-díj jelölés a Kvantumtolvajért.[10]

## Bibliográfia

### Novella
Rajaniemi online elérhető munkái.
- Shibuya no Love
  - Publikálta a futurismic.com, 2003
  - Online olvasható
- Deus Ex Homine
  - Először publikálta a Nova Scotia: New Scottish Speculative Fiction, 2005, ISBN 978-1-84183-086-5
  - The Year's Best Science Fiction 23, 2006, szerkesztette: Gardner Dozois, ISBN 0-312-35334-0
  - Year's Best SF 11, 2006, szerkesztette: David Hartwell és Kathryn Cramer, ISBN 0-06-087341-8
- His Master's Voice
  - Publikálta az Interzone 218, 2008. október.
  - Online olvasható angolul és finnül is.
  - Podcastként hallható az Escape Podon. (episode #227) and Starship Sofa (Aural Delights No. 98)
- Elegy for a Young Elk
  - Publikálás: Subterranean, 2010 tavasza
  - 2011-es Science Fiction & Fantasy Translation-díj novella kategóriában.[16]

### Novelláskötet
- Words of Birth and Death (2006, Bloc Press)
  - The Viper Blanket
  - Barley Child
  - Fisher of Men

### Regények
- Kvantumtolvaj (The Quantum Thief, 2010, ISBN 978-0-575-08888-7) – John W. Campbell-emlékdíj, harmadik helyezett[17]
- Fraktálherceg (The Fractal Prince, 2012, ISBN 978-0-575-08891-7)
- A kauzalitás angyala (The Causal Angel, 2014, ISBN 978-0-575-08896-2)

## Magyarul
- Kvantumtolvaj; ford. Juhász Viktor; Ad Astra, Bp., 2012
- Fraktálherceg; ford. Juhász Viktor; Ad Astra, Bp., 2013
- A kauzalitás angyala; ford. Juhász Viktor; Ad Astra, Bp., 2014
- Öröknyár; ford. Juhász Viktor; GABO, Miskolc, 2019